# ارتداء ملابس الجنس الآخر في الأدب
ارتداء ملابس الجنس الآخر هي فكرة أدبية موثّقة في الأدب القديم ولكن أصبحت فكرة شائعة بصورة متزايدة في الأدب الحديث أيضاً، عادةً ما يرتبط هذا المفهوم بعدم مطابقة الشخصية والجنس بدلًا من الهوية الجنسية.

## تحليل ووظيفة الفكرة:
كثيرًا ما يتم تصوير الشخصيات النسائية التي ترتدي ملابس مغايرة كرجال أنهم يفعلون ذلك للحصول على مكانة إجتماعية أو إقتصادية أعلى وتُعرف هذه الظاهرة بإسم سرد التقدم الإجتماعي.
اضطلاع الهوية الذكورية يسمح لهن السفر بأمان ومتابعة الوظائف التي عادةً ما تكون متاحة للرجال فقط وإيجاد الرومانسية بين الجنسين من خلال الانفصال عن العالم الإجتماعي النسائي بالكامل في المجال الخاص خلال القرن التاسع عشر وأوائل القرن العشرين.
يتم وصف هذه الشخصيات بأنها شخصيات بطولية وشجاعة وإيجابية، تزعم كرافت فيرتشايلد بأن ارتداء الملابس المغايرة من أنثى إلى ذكر ترمز إلى امتعاض المرأة من وضعهن في مكانة أدنى في المجتمع، بالرغم من ذلك فإن إكتشاف الجنس المخصص للشخصيات غالبًا ما يٌقابل بالرفض مشيرًا إلى مداومة التوقعات التقليدية للأنوثة.
يعد ارتداء الملابس المغايرة من ذكر إلى انثى أقل شيوعًا في الأدب وغالبًا ما يتم ارتداء الملابس المغايرة للأدوار الكوميدية أو كشكل من أشكال العقاب للشخصيات الذكورية، عند ظهور الشخصية المرتدية للملابس المغايرة فإنها غالبًا ما يتم تأنيثها بشكل سلبي وتصويرها بالشر على العكس من البطولة التي تظهر في ارتداء الملابس المغايرة من أنثى إلى ذكر، تُعد حكاية ذات الرداء الأحمر من أشهر الأمثلة على هذا المفهوم، يرتبط دائمًا ارتداء الملابس المغايرة من ذكر إلى انثى بالحياة الجنسية للشخصية وحياة شركائها مقارنة بارتداء الملابس المغايرة من أنثى إلى ذكر.
فيما يلي قائمة جزئية من الأعمال الأدبية التي تتناول موضوع ارتداء الملابس المغايرة:

## الأدب القديم وأدب العصور الوسطى.
- أخيل على سكيروس ( أخيليد، القرن الأول )
- رومان دي سايلنس ( القرن الثالث عشر)
- ثريمسك فيدا من أشعار الإيدا، تور يرتدي زي العروس ولوكي كوصيفة الشرف لإستعادة مطرقة تور.

في أسطورة حرب الطروادة أرادت ثيتيس والدة أخيل منع ابنها من الانضمام إلى القوات اليونانية (وبالتالي الموت في المعركة كما تم التنبؤ به)، طلبت منه والدته ارتداء ملابس نسائية وأخفته في دير النساء، عند وصول المبعوث اليوناني لإحضار أخيل إلى المعركة شك أوديسيوس في غياب أخيل وخلق مخططًا لإكتشاف الخدعة، قدم الهدايا لجميع النساء ومن بينها سيفًا ودرعًا. يطلق أوديسيوس إنذارًا بعد ذلك استولى أخيل بشكل غريزي على الأسلحة للدفاع عن نفسه، اكتشف المبعوث الخدعة ووجب على أخيل الإنضمام إلى الجيش اليوناني والقتال في الطروادة.
في اورلاندو فوريوسو من لودوفيكو اريوستو يرتدي برادامانتي كونه فارسًا درعًا كاملًا وبالمثل فإن بريتو مارت ترتدي درعًا كاملًا في رواية ملكة الجن لإدموند سبنسر. عن قصد أو من غير قصد فإن هذا يخفيهم كرجال ويتم أخذهم على هذا النحو من قبل شخصيات أخرى. في أورلاندو فوريوسو تقع فيورديسبينا في حب برادا مانتي ويتنكر شقيقها ريكارديتو في زي أخته مرتديًا زي امرأة ويقنع فيورديسبينا بأنه برادامانتي وتغير بطريقة سحرية إلى رجل لجعل حبهما ممكنًا وكان في ملابسه الأنثوية قادرًا على إقامة علاقة حب معها.

## الأدب الحديث المبكر
العديد من أعمال ويليام شكسبير تشمل ارتداء الملابس المغايرة.
استخدم ويليام شكسبير بشكل كبير ظاهرة ارتداء ملابس الجنس الآخر للشخصيات النسائية التي ارتدت ملابس ذكورية للقيام بأعمال صعبة على النساء. في مسرحية تاجر البندقية كانتا بورتيا وخادمتها ترتديان زي الرجال للمرافعة في المحكمة نيابة عن التاجر ونجحوا تمامًا في حيلتهم، في نفس المسرحية ترتدي جيسيكا إبنة شيلوك زي رجل لتهرب مع حبيبها المسيحي.
تتناول مسرحية الليلة الثانية عشرة أو كما تشاء على نطاق واسع ارتداء الملابس المغايرة من خلال بطلة الرواية فيولا حيث تتنكر في زي سيزاريو وتجد نفسها فورًا عالقة في الحب الثلاثي: إنها تحب ديوك أورسينو الذي يحب الكونتيسة اوليفيا التي تحب سيزاريو، لحسن الحظ يتم حل كل شيء عندما يأتي شقيق فيولا التوأم المفترض سيباستيان. نحن نرى فيولا فقط مثل فيولا في مشهد واحد، أما بالنسبة لبقية المسرحية فقد كانت ترتدي زي سيزاريو وعندما تهرب روزاليند وسيليا من المحكمة في مسرحية كما تشاء ترتدي روزاليند زيًا رجاليًا من أجل حمايتهما، كوسيلة لزيادة تعقيد موقف التأثير الكوميدي فقد جعل شكسبير شخصية روزاليند الذكورية (جانيميد) ترتدي زي إمراة لمساعدة صديقه الذكر اورلاندو دي بويز في التدرب على التودد إلى روزاليند التي كان مغرمًا بها، بينما تتصدى في نفس الوقت لعواطف فيبي تجاه جانيميد وبعبارة أخرى فإن الممثل رجل ارتدى ملابس إمرأة في بداية المسرحية، ثم ارتدى ملابس رجل، ثم عاد في نهاية الفيلم ليرتدي ملابس امرأة.
تاجر البندقية (1657) مسرحية من تأليف ويليام شكسبير ترتدي فيها بورشيا زي رجل من أجل الدفاع عن أنطونيو ضد دعوى شيلوك مقابل "رطل من اللحم" المستحق عليه كمصادرة لعدم سداد دين في الوقت المناسب.
- سيمبلين (1611) ترتدي ايموجين ابنة سيمبلين كصبي خادم وتطلق على نفسها اسم فيديل.
- بيل بيل أو لو شيفالييه فورتوني(1698) - قصة خيالية بقلم مدام دولوي تتنكر فيها بطلة الرواية بيل بيل في هيئة فارس ذكر لمساعدة حاكم مملكتها على هزيمة الإمبراطور.
- يتضمن فيلم "ملكة الجن" للمخرج إدموند سبنسر مقطعًا طويلًا عن بريتومارت الذي يرتدي درعًا رجاليًا ويقع في حب امرأة ويخوض العديد من المغامرات كرجل.
- مدموزيل دي موبين لثيوفيل غوتييه (1834) ترتدي البطلة التي تحمل اسمها زي رجل لتكتشف كيف يكون شكل الرجال عندما لا يكونون بصحبة النساء قبل أن تتزوج.

في أركاديا لدى السير فيليب سيدني أحد الأبطال فإن بيروكليس يتنكر في هيئة أمازون يُدعى زيلمان من أجل الاقتراب من محبوبته فيلوكليا.
اللورد بايرون في كتابه دون جوان جعل دون جوان متنكرًا في زي صبي خادم.

## الأدب الحديث
في مذكرات جيانينا براشي الوهمية" يوميات العزلة الحميمة وإمبراطورية الأحلام"، (خاتمة ثلاثية أمريكا اللاتينية التي فيها البطلة ماريكيتا سامبر وهي خبيرة مكياج ترتدي ملابس مغايرة وتخطط لثورة أدبية لقتل الراوي.
يتنكر مارك توين في هاكلبيري فين على هيئة فتاة في مرحلة ما من الرواية لكن ذلك لم ينجح كثيرًا.
في رواية انتوني بول "من منظور إلى موت" يؤدي ولع الرائد فوسديك بالذهاب إلى غرفته وارتداء فستان سهرة أسود مزين بالترتر وقبعة كبيرة في النهاية إلى تفككه.
في رواية تيري براتشيت الفوج الوحشي كان لديه مجموعة من الإناث (من مختلف الأنواع) يرتدين أزياء الذكور للانضمام إلى الجيش ويسخرون من ظاهرة ارتداء الملابس المغايرة أثناء الحرب.
في رواية سيد الخواتم تتنكر ايوين في هيئة رجل تحت اسم ديرنهيلم للقتال في معركة حقول بيلينور خارج مدينة ميناس تيريث وتواجه ملك أنجمار الساحر سيد نازغول.
في سلسلة أغنية اللبؤة لتامورا بيرس تتنكر الشخصية الرئيسية ألانا في زي صبي لمدة ثمان سنوات حتى تصبح فارسًا.

## موضوعات:
- هذه الظلال القديمة لجورجيت هاير (1926)؛ رواية تاريخية في عهد لويس الخامس عشر لفتاة تتنكر في هيئة صبي.
- المتنكرون لجورجيت هاير (1928)؛ رواية تاريخية ينتحل فيها شقيقان شخصية الجنس الآخر هربًا من الاضطهاد بعد ثورة اليعاقبة عام 1745.
- الكورنثي لجورجيت هاير (1940)؛ رواية تاريخية تتنكر فيها امرأة شابة في هيئة صبي هربًا من الزواج من ابن عمها.
- سلسلة الكتب الخمسة الشهيرة (1942) - ترتدي جورجينا ملابس صبيانية وتفضل أن تُنادى بـ "جورج" ويسعدها أن يُظن أنها صبيًا.
- وردة فرساي (1972) - ترتدي بطلة الرواية أوسكار فرانسوا دي جارجاي ملابس رجالية ولكن بينها وبين نفسها تعترف بجانبها الأنثوي
- جوني صديقي (ترجمة للرواية السويدية Janne، min vän من عام 1985) - جوني فتاة تتنكر في زي صبي.
- أغنية اللبؤة - تتنكر الشخصية الرئيسية ألانا في هيئة صبي لتصبح فارسًا.
- سر الجندي - رواية خيالية لحياة ديبورا سامبسون التي تتنكر في هيئة جندي خلال الحرب الثورية.
- المانجا اليابانية هانا كيمي تتنكر فيها بطلة الرواية أشيا ميزوكي في هيئة صبي لتلتحق بمدرسة للبنين حيث يحضر مثلها الأعلى سانو إيزومي.[6]
- من ذكر إلى أنثى (2004) بقلم تيرينس بلاكر، يتجرأ سام ابن عم ماثيو الأمريكي على الذهاب إلى المدرسة متنكرًا في زي فتاة كتحدي لإثبات نفسه لماثيو وأصدقائه إلا أن هذه المزحة لا تسير بالطريقة التي تم التخطيط لها.
- الخارجون عن القانون من شيروود (1988) بقلم روبن ماكينلي - فتاة صغيرة تتنكر في هيئة صبي وتنضم إلى فرقة روبن هود الخارجة عن القانون.
- روان هود: فتاة خارجة عن القانون في غابة شيروود (2002) بقلم نانسي سبرينغر - فتاة ترتدي زي صبي لتجد والدها الخارج عن القانون الشهير روبن هود.
- سلسلة نادي مضيفي ثانوية أوران من تأليف بيسكو هاتوري- طالبة تتنكر في هيئة صبي لكسب أموال إضافية.
- مسلسل الأميرة الأميرة من تأليف ميكيو تسودا- تمت دعوة طالب شاب للانضمام إلى النادي الخاص في مدرسته الجديدة والذي يرتدي أعضاؤه  ازياء مثل الفتيات.
- الفوج الوحشي (2003) من إخراج تيري براتشيت - ترتدي بولي بيركس ملابس رجالية للعثور علي شقيقتها المختفية.
- ليفياثان 2009 للمخرج سكوت ويسترفيلد - ترتدي الفتاة الصغيرة ديرين شارب ملابس رجالية حتى تتمكن من الانضمام إلى الخدمة الجوية البريطانية.
- اللؤلؤة التي كسرت قشرتها (2014) وهي رواية لنادية هاشمي رحيمة تحتاج فتاة أفغانية في عام 2007 إلى تبني عادات الباشا بوش القديمة التي تسمح للفتيات بارتداء الملابس والمعاملة كالأولاد حتى يبلغن سن الزواج لتعتني بنفسها وأخواتها. قبل قرن من الزمان أنقذت عمتها شكيبة التي تيتمت بسبب الوباء وبنت لنفسها حياة جديدة بنفس الطريقة.
- ينتل (1983) بقلم إسحاق باشيفيس سينجر - فتاة يهودية شابة في بولندا ترتدي ملابس رجالية وتعيش كرجل من أجل دراسة القانون التلمودي.

## كعنصر بسيط من عناصر الحبكة
- جين آير (1847) - يرتدي السيد روتشستر ملابس مغايرة كعراف غجري من أجل خداع جين للاعتراف بحبها له.
- الحرب والسلام (1869) - نيكولاس يرتدي تنورة مطوقة وترتدي بيتيا زي فتاة تركية وترتدي ناتاشا زي الحسار وترتدي سونيا زي شركسي بشارب وحاجبين من الفلين المحترق لأداء التمثيل الإيمائي، هذا الحدث هو ما أثار اهتمام نيكولاس الرومانسي بسونيا.
- مغامرات هاكلبيري فين (1884) - هاكلبيري يرتدي ملابس فتاة ويطلق على نفسه اسم سارة ويليامز.
- السهم الأسود: قصة الوردتين (1888) بقلم روبرت لويس ستيفنسون - تتنكر جوانا سيدلي في زي صبي من قبل السير دانيال حتى يتمكن من الزواج منها دون تدخل.
- فضيحة في بوهيميا (1891)، ترتدي إيرين ألدر زي الرجل الذي يتمنى وداع شارلوك هولمز.
- البيمبيرنيل القرمزي(1905) - ترتدي البارونة أوركزي زي امرأة مناهضة للملكية بعنف لتهريب الأرستقراطيين الفرنسيين بعيدًا عن الخطر في فرنسا الثورية.
- "الريح في الصفصاف" (1908) بقلم كينيث جراهام - يهرب العلجوم من السجن مرتديًا زي غاسلة الملابس.
- سيمون القلب البارد بقلم جورجيت هاير (1925)؛ رواية تأريخية تتنكر فيها السيدة مارغريت في هيئة شاب من أجل الهروب من الأسر.